# 磁头划碰

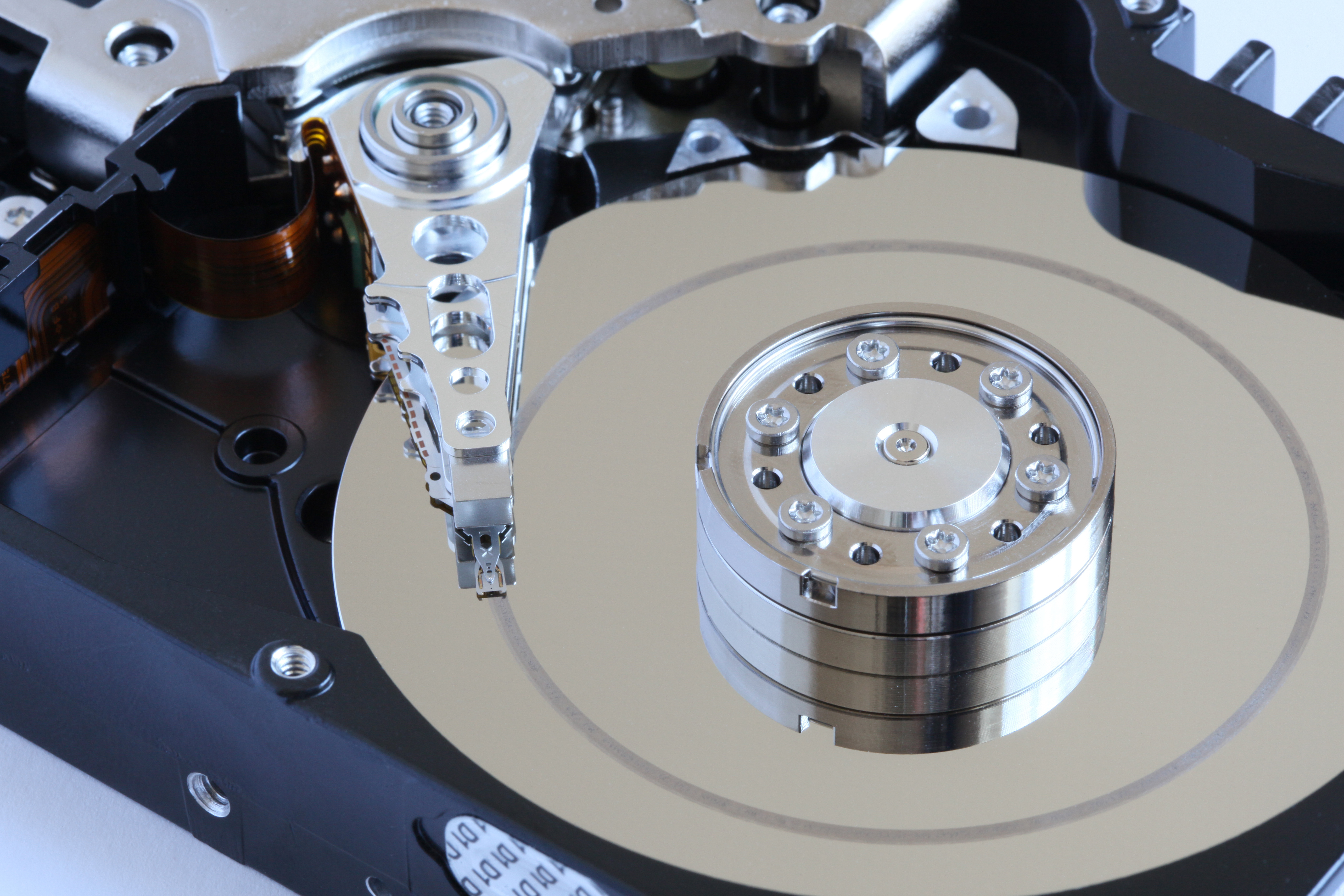
磁头划碰

磁头划碰是一种硬盘故障，在硬盘读写头和旋转的硬盘片接触时发生，在磁盘表面的介质产生永久不可恢复的损害。
磁头通常包裹在盘片表面的很薄的空气层中（1990年代中期采用薄液体层）。盘片的最上层是聚四氟乙烯类似的物质，作为润滑剂。下面是一层溅射碳。这两层保护磁层（数据存储区），防止读写头的意外接触。
磁盘读写头使用薄膜技术，材料足够坚硬，較难通过保护层划伤。磁头划碰比較可能是由于外力通过读写头，对盘片产生足够的压力，导致磁性存储层划伤。其他的污垢或碎屑，过度冲击或振动，意外掉落，能使读写头对盘片造成冲击，在这个过程中通常為读写头损坏。